# Corea del Norte en la Copa Mundial de Fútbol de 2010
La selección de Corea del Norte fue uno de los 32 equipos participantes de la Copa Mundial de Fútbol de 2010, que se realizó en Sudáfrica entre los días 11 de junio y 11 de julio de ese mismo año. Se clasificó para el torneo por segunda ocasión en su historia, tras 44 años de ausencia de la Copa Mundial de Fútbol después de obtener el segundo lugar en el Grupo B de la clasificación asiática, siendo superado únicamente por Corea del Sur por diferencia de cuatro puntos.
El sorteo dejó a Corea del Norte en el Grupo G, uno de los considerados como grupo de la muerte, teniendo que enfrentarse a Brasil, Portugal y Costa de Marfil. Frente a la selección brasileña, Corea del Norte cayó 2:1; posteriormente recibió la mayor goleada en su historia y también de esta edición del certamen, 7:0 a manos de Portugal. En su última salida los norcoreanos perdieron de nuevo, esta vez 3:0 contra el equipo marfileño. De esta forma, la selección de Corea del Norte fue última de su grupo y del Mundial.

## Clasificación

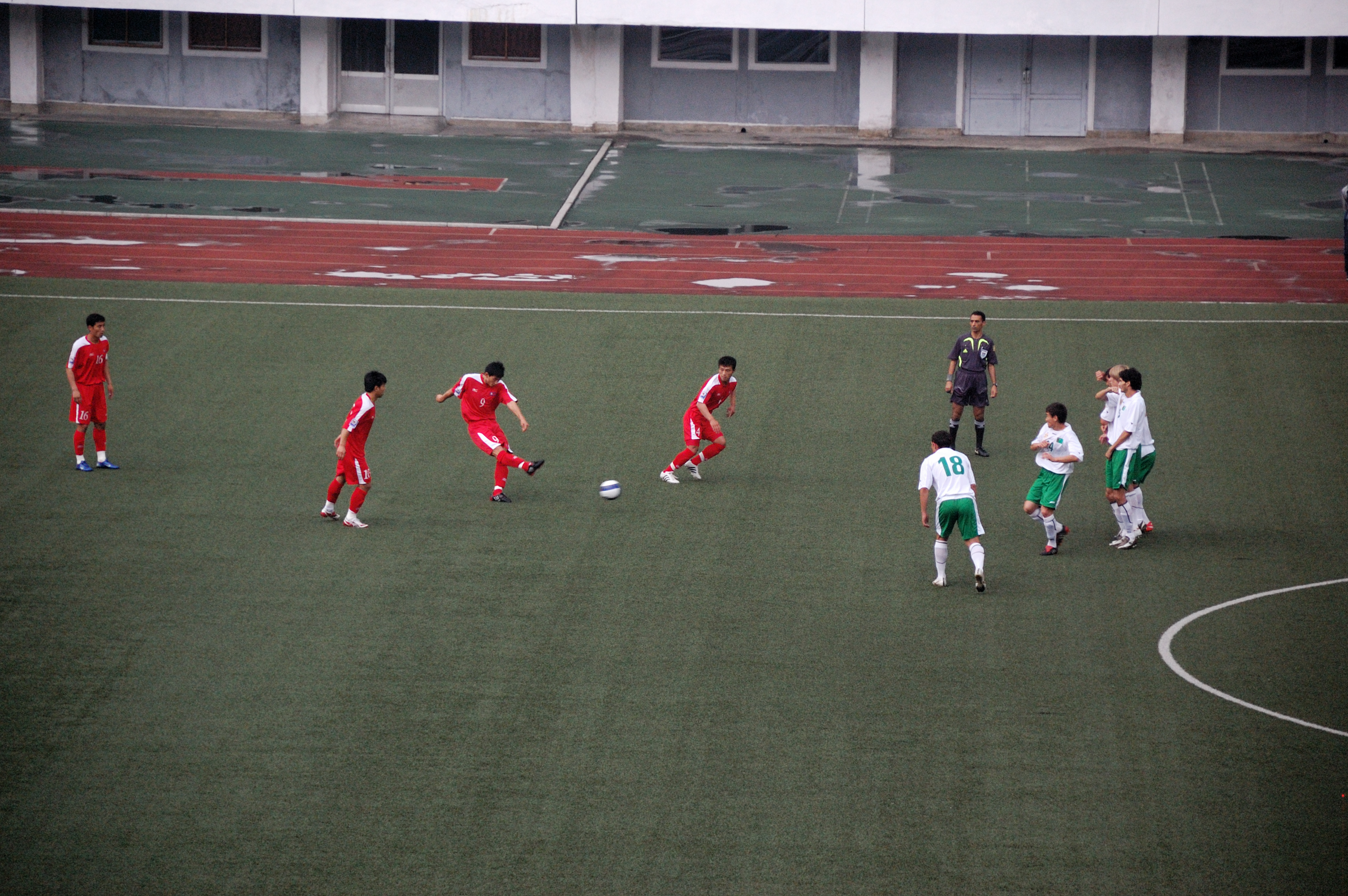
Imagen del partido entre las selecciones de Corea del Norte y Turkmenistán en junio de 2008.

Corea del Norte comenzó su proceso clasificatorio en octubre de 2007 en la primera fase de la clasificación asiática. Su rival en la ronda de eliminación directa fue Mongolia, selección a la cual superó con el marcador global de 9:2 lo que le permitió acceder directamente a la tercera ronda, debido a que la segunda estaba reservada a los ocho peor indexados en la clasificación de la FIFA; en la tercera ronda fue ubicado en el segundo bombo de acuerdo con la Clasificación mundial de la FIFA.
El 25 de noviembre de 2007 se realizó el sorteo de la tercera fase en Durban, Sudáfrica, que se disputaría entre febrero y junio de 2008. Corea del Norte fue ubicada en el segundo bombo, debido a su octavo lugar en la clasificación para el Mundial de 2006. Después del sorteo, la selección norcoreana quedó ubicada en el Grupo 3 junto a Corea del Sur (que acabaría siendo la ganadora del grupo), Jordania y Turkmenistán. Un hecho extra deportivo sería relevante en el trascurso de la fase clasificatoria: las autoridades norcoreanas se negaron a incluir el himno y la bandera de Corea del Sur en el acto protocolario del partido que debía disputarse en Pionyang, por ello, la FIFA decidió que el partido entre las dos Coreas se jugara en la ciudad de Shanghái (China).
Después de quedar en la segunda posición, la selección de Corea del Norte se clasificó para disputar la cuarta fase desde finales de 2008 hasta mediados de 2009. Tras el sorteo realizado en Kuala Lumpur, Malasia, el 27 de junio de 2008, Corea del Norte quedó ubicada en el Grupo 2, contra Arabia Saudita, Irán, Emiratos Árabes Unidos y nuevamente contra Corea del Sur, por lo que de nuevo las dos Coreas debieron jugar en Shanghái (China) ya que el gobierno norcoreano continuaba negándose a incluir el himno y la bandera surcoreanas en el acto protocolario.
Dentro de la cuarta fase, no perdió en condición de local y únicamente sufrió dos derrotas, una frente a Irán y otra con Corea del Sur, ambas de visitante. En el penúltimo partido, dejó a Irán prácticamente eliminada después de un empate a cero en Pionyang. Para la última jornada, Corea del Norte debía visitar a Arabia Saudita, que era favorita para ganar y obtener la clasificación. Sin embargo, un gran partido del guardameta Ri Myong-guk y el buen trabajo en defensa, hicieron que el partido terminara empate a cero, lo que le otorgó a Corea del Norte la clasificación directa para el Mundial después de 44 años sin asistir a dicho torneo, por tener mejor diferencia de goles que los saudíes, ya que ambos acumularon 12 puntos.
 Durante todo el proceso de clasificación el seleccionador nacional fue Kim Jong-hun.

### Primera fase
| Fecha                 | Lugar                          |                 |                            | Resultado                                                      |                            |                 |
| --------------------- | ------------------------------ | --------------- | -------------------------- | -------------------------------------------------------------- | -------------------------- | --------------- |
| 21 de octubre de 2007 | Estadio Nacional (Ulán Bator)  | Mongolia        | Bandera de Mongolia        | 1:4 (0:3) Archivado el 3 de junio de 2010 en Wayback Machine.  | Bandera de Corea del Norte | Corea del Norte |
| 28 de octubre de 2007 | Estadio Kim Il-sung (Pionyang) | Corea del Norte | Bandera de Corea del Norte | 5:1 (3:1) Archivado el 31 de julio de 2010 en Wayback Machine. | Bandera de Mongolia        | Mongolia        |

### Tercera fase

#### Grupo 3
| Equipo          | Pts | PJ | PG | PE | PP | GF | GC | Dif |
| --------------- | --- | -- | -- | -- | -- | -- | -- | --- |
| Corea del Sur   | 12  | 6  | 3  | 3  | 0  | 10 | 3  | +7  |
| Corea del Norte | 12  | 6  | 3  | 3  | 0  | 4  | 0  | +4  |
| Jordania        | 7   | 6  | 2  | 1  | 3  | 6  | 6  | 0   |
| Turkmenistán    | 1   | 6  | 0  | 1  | 5  | 1  | 12 | –11 |

| Fecha                | Lugar                          |                 |                            | Resultado                                                      |                            |                 |
| -------------------- | ------------------------------ | --------------- | -------------------------- | -------------------------------------------------------------- | -------------------------- | --------------- |
| 6 de febrero de 2008 | Estadio Internacional (Amán)   | Jordania        | Bandera de Jordania        | 0:1 (0:1) Archivado el 23 de julio de 2010 en Wayback Machine. | Bandera de Corea del Norte | Corea del Norte |
| 26 de marzo de 2008  | Estadio Hongkou (Shanghái)     | Corea del Norte | Bandera de Corea del Norte | 0:0 Archivado el 17 de julio de 2010 en Wayback Machine.       | Bandera de Corea del Sur   | Corea del Sur   |
| 2 de junio de 2008   | Estadio Olímpico (Asjabad)     | Turkmenistán    | Bandera de Turkmenistán    | 0:0 Archivado el 23 de mayo de 2010 en Wayback Machine.        | Bandera de Corea del Norte | Corea del Norte |
| 7 de junio de 2008   | Estadio Kim Il-sung (Pionyang) | Corea del Norte | Bandera de Corea del Norte | 1:0 (0:0) Archivado el 23 de mayo de 2010 en Wayback Machine.  | Bandera de Turkmenistán    | Turkmenistán    |
| 14 de junio de 2008  | Estadio Yanggakdo (Pionyang)   | Corea del Norte | Bandera de Corea del Norte | 2:0 (1:0) Archivado el 23 de mayo de 2010 en Wayback Machine.  | Bandera de Jordania        | Jordania        |
| 22 de junio de 2008  | Estadio Mundialista (Seúl)     | Corea del Sur   | Bandera de Corea del Sur   | 0:0 Archivado el 29 de mayo de 2010 en Wayback Machine.        | Bandera de Corea del Norte | Corea del Norte |

### Cuarta fase
Después del segundo lugar en el Grupo 3 de la tercera fase, Corea del Norte avanzó a la cuarta ronda, donde jugó en el Grupo 2. Allí quedó en segundo lugar, lo que le permitió clasificarse directamente para la Copa Mundial de Fútbol 2010, junto con la selección de Corea del Sur.

#### Grupo 2
| Equipo                 | Pts | PJ | PG | PE | PP | GF | GC | Dif |
| ---------------------- | --- | -- | -- | -- | -- | -- | -- | --- |
| Corea del Sur          | 16  | 8  | 4  | 4  | 0  | 12 | 4  | +8  |
| Corea del Norte        | 12  | 8  | 3  | 3  | 2  | 7  | 5  | +2  |
| Arabia Saudita         | 12  | 8  | 3  | 3  | 2  | 8  | 8  | 0   |
| Irán                   | 11  | 8  | 2  | 5  | 1  | 8  | 7  | +1  |
| Emiratos Árabes Unidos | 1   | 8  | 0  | 1  | 7  | 6  | 17 | –11 |

| Fecha                    | Lugar                          |                        |                            | Resultado                                                      |                            |                        |
| ------------------------ | ------------------------------ | ---------------------- | -------------------------- | -------------------------------------------------------------- | -------------------------- | ---------------------- |
| 6 de septiembre de 2008  | Estadio Zayed (Abu Dabi)       | Emiratos Árabes Unidos |                            | 1:2 (0:0) Archivado el 26 de mayo de 2010 en Wayback Machine.  | Bandera de Corea del Norte | Corea del Norte        |
| 10 de septiembre de 2008 | Estadio Hongkou (Shanghái)     | Corea del Norte        | Bandera de Corea del Norte | 1:1 (0:0) Archivado el 20 de junio de 2009 en Wayback Machine. | Bandera de Corea del Sur   | Corea del Sur          |
| 15 de octubre de 2008    | Estadio Azadi (Teherán)        | Irán                   | Bandera de Irán            | 2:1 (1:0) Archivado el 24 de julio de 2010 en Wayback Machine. | Bandera de Corea del Norte | Corea del Norte        |
| 11 de febrero de 2009    | Estadio Kim Il-sung (Pionyang) | Corea del Norte        | Bandera de Corea del Norte | 1:0 (1:0) Archivado el 26 de mayo de 2010 en Wayback Machine.  |                            | Arabia Saudita         |
| 28 de marzo de 2009      | Estadio Kim Il-sung (Pionyang) | Corea del Norte        | Bandera de Corea del Norte | 2:0 (0:0) Archivado el 3 de junio de 2010 en Wayback Machine.  |                            | Emiratos Árabes Unidos |
| 1 de abril de 2009       | Estadio Mundialista (Seúl)     | Corea del Sur          | Bandera de Corea del Sur   | 1:0 (0:0) Archivado el 17 de mayo de 2010 en Wayback Machine.  | Bandera de Corea del Norte | Corea del Norte        |
| 6 de junio de 2009       | Estadio Yanggakdo (Pionyang)   | Corea del Norte        | Bandera de Corea del Norte | 0:0                                                            | Bandera de Irán            | Irán                   |
| 17 de junio de 2009      | Estadio Rey Fahd (Riad)        | Arabia Saudita         | Bandera de Arabia Saudita  | 0:0 Archivado el 22 de junio de 2009 en Wayback Machine.       | Bandera de Corea del Norte | Corea del Norte        |

## Preparación
Corea del Norte jugó 12 partidos previos a la disputa de la Copa Mundial de Fútbol de 2010, cinco de los cuales eran parte de la Copa Desafío de la AFC 2010, ganada por los norcoreanos en el mes de febrero. Otros cinco fueron frente a selecciones ya clasificadas para el Mundial: México, Sudáfrica, Paraguay, Grecia y Nigeria.
La etapa final de preparación se realizó en Sudáfrica, donde disputaron su último partido amistoso frente a Nigeria. Además, Corea del Norte tenía previsto enfrentarse a Chile, pero el amistoso tuvo que ser cancelado debido al terremoto que sacudió el sur de ese país. Cabe destacar que ninguno de los partidos previos al certamen los disputó en el territorio de Corea del Norte.

### Amistosos previos
| Fecha                 | Lugar          |                 |                            | Resultado                 |                            |                 |
| --------------------- | -------------- | --------------- | -------------------------- | ------------------------- | -------------------------- | --------------- |
| 2 de enero de 2010    | Doha           | Irán            | Bandera de Irán            | 1:0 (1:0)                 | Bandera de Corea del Norte | Corea del Norte |
| 17 de febrero de 2010 | Colombo        | Corea del Norte | Bandera de Corea del Norte | 1:1 (0:1)                 | Bandera de Turkmenistán    | Turkmenistán    |
| 19 de febrero de 2010 | Colombo        | Kirguistán      | Bandera de Kirguistán      | 0:4 (0:1)                 | Bandera de Corea del Norte | Corea del Norte |
| 21 de febrero de 2010 | Colombo        | India           | Bandera de la India        | 0:3 (0:1)                 | Bandera de Corea del Norte | Corea del Norte |
| 24 de febrero de 2010 | Colombo        | Corea del Norte | Bandera de Corea del Norte | 5:0 (3:0)                 | Bandera de Birmania        | Birmania        |
| 27 de febrero de 2010 | Colombo        | Turkmenistán    | Bandera de Turkmenistán    | 1:1 (1:1, 1:0) 4:5 (pen.) | Bandera de Corea del Norte | Corea del Norte |
| 6 de marzo de 2010    | Puerto La Cruz | Venezuela       | Bandera de Venezuela       | 2:1 (1:0)                 | Bandera de Corea del Norte | Corea del Norte |
| 17 de marzo de 2010   | Torreón        | México          | Bandera de México          | 2:1 (0:0)                 | Bandera de Corea del Norte | Corea del Norte |
| 22 de abril de 2010   | Taunusstein    | Sudáfrica       | Bandera de Sudáfrica       | 0:0                       | Bandera de Corea del Norte | Corea del Norte |
| 15 de mayo de 2010    | Nyon           | Paraguay        | Bandera de Paraguay        | 1:0 (0:0)                 | Bandera de Corea del Norte | Corea del Norte |
| 25 de mayo de 2010    | Altach         | Grecia          | Bandera de Grecia          | 2:2 (1:1)                 | Bandera de Corea del Norte | Corea del Norte |
| 6 de junio de 2010    | Johannesburgo  | Nigeria         | Bandera de Nigeria         | 3:1 (1:0)                 | Bandera de Corea del Norte | Corea del Norte |

## Uniforme

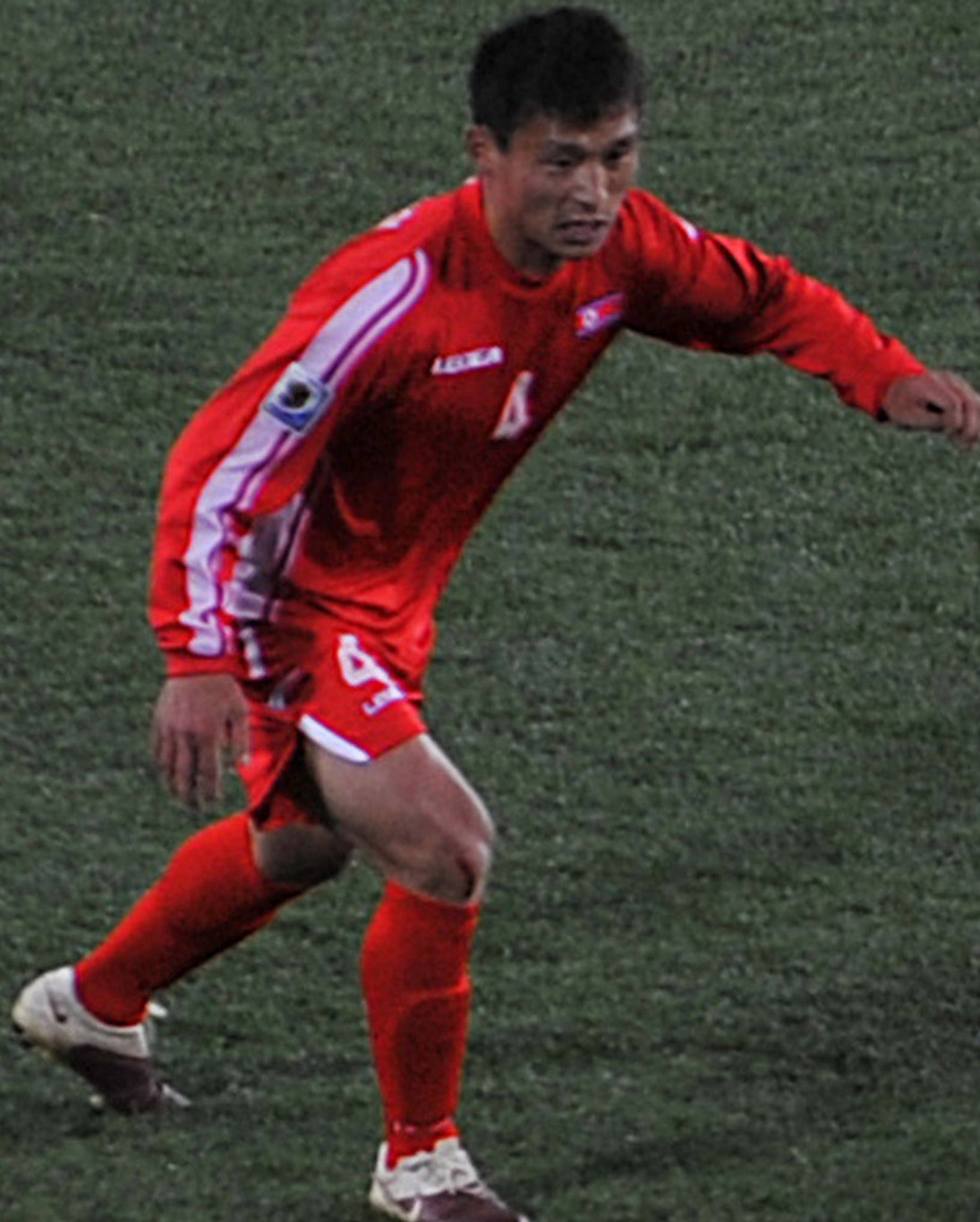
Pak Nam-chol con el uniforme titular.

Corea del Norte afrontó dificultades para encontrar una empresa que le confeccionaría los uniformes para el torneo. En el amistoso contra Venezuela, presentaron un equipamiento facilitado por la federación local porque se había extraviado el que traían de China. Posteriormente, se especuló que la marca mexicana Pirma vestiría a los norcoreanos en el Mundial por las prendas que usaron en el amistoso contra México. Ya en la etapa final de preparación rumbo al certamen, la marca española Astore vistió al seleccionado norcoreano, sin tener suscrito un acuerdo comercial.
Finalmente, a pocos días del inicio del torneo la Asociación de Fútbol de Corea del Norte llegó a un acuerdo con la empresa italiana Legea, que también viste a otras selecciones como Irán, Zimbabue, Montenegro y Bosnia-Herzegovina. El presidente de la compañía, Luigi Acanfora, afirmó no tener problema en vestir al seleccionado norcoreano: «Somos una empresa apolítica, nosotros hacemos negocios. El resto no nos interesa».

### Oficial

#### Manga corta
| Opción 1 | Opción 2 | Opción 3 | Opción 4 |

#### Manga larga
| Opción 1 | Opción 2 | Opción 3 | Opción 4 |

### Alternativo

#### Manga corta
| Opción 1 | Opción 2 | Opción 3 | Opción 4 |

#### Manga larga
<centre>)
| Opción 1 | Opción 2 | Opción 3 | Opción 4 |

## Plantel
Entre la plantilla de jugadores destaca el único futbolista norcoreano de nacimiento que desarrolla su actividad fuera del Corea del Norte, el capitán Hong Yong-jo del FC Rostov de Rusia. También juegan en el exterior el delantero Jong Tae-se y el mediocampista Ahn Young-hak, no obstante, son japoneses de nacimiento pero asistieron a escuelas con filiación norcoreana; ambos integran la selección desde antes de la fase clasificatoria por solicitud personal del gobierno de Corea del Norte. El entrenador descartó a Ryang Yong-gi, del Vegalta Sendai japonés, y de Kim Kuk-jin del FC Wil suizo.
El seleccionador Kim Jong-hun dio a conocer la lista definitiva de 23 jugadores el 3 de junio de 2010, perteneciendo siete de ellos del club 4.25 y la mayoría de ellos pertenecientes al Ejército Popular de Corea. Con la intención de hacer al equipo más ofensivo, el seleccionador incluyó al delantero Kim Myong-won como uno de los tres porteros requeridos; al conocer la situación, la FIFA determinó que únicamente se le permitiera jugar como guardameta durante el torneo, al haber sido inscrito como tal.
| #  | Nombre        | Posición      | Edad         | PJ Sel       | Club              |
| -- | ------------- | ------------- | ------------ | ------------ | ----------------- |
| 1  | Ri Myong-guk  | Portero       | 23           | 33           | Pyongyang City    |
| 2  | Cha Jong-hyok | Defensa       | 24           | 33           | Amrokgang         |
| 3  | Ri Jun-il     | Defensa       | 22           | 26           | Sobaeksu          |
| 4  | Pak Nam-chol  | Mediocampista | 24           | 31           | 4.25              |
| 5  | Ri Kwang-chon | Defensa       | 24           | 37           | 4.25              |
| 6  | Kim Kum-il    | Mediocampista | 22           | 12           | 4.25              |
| 7  | An Chol-hyok  | Delantero     | 24           | 37           | Rimyongsu         |
| 8  | Ji Yun-nam    | Defensa       | 33           | 28           | 4.25              |
| 9  | Jong Tae-se   | Delantero     | 26           | 23           | Kawasaki Frontale |
| 10 | Hong Yong-jo  | Delantero     | 28           | 65           | FC Rostov         |
| 11 | Mun In-guk    | Mediocampista | 31           | 41           | 4.25              |
| 12 | Choe Kum-chol | Delantero     | 23           | 21           | 4.25              |
| 13 | Pak Chol-jin  | Defensa       | 24           | 32           | Amrokgang         |
| 14 | Pak Nam-chol  | Defensa       | 21           | 6            | Amrokgang         |
| 15 | Kim Yong-jun  | Mediocampista | 26           | 85           | Pyongyang City    |
| 16 | Nam Song-chol | Defensa       | 28           | 51           | 4.25              |
| 17 | Ahn Young-hak | Mediocampista | 31           | 27           | Omiya Ardija      |
| 18 | Kim Myong-gil | Portero       | 25           | 31           | Amrokgang         |
| 19 | Ri Chol-myong | Mediocampista | 22           | 4            | Pyongyang City    |
| 20 | Kim Myong-Won | Portero       | 26           | 10           | Amrokgang         |
| 21 | Ri Kwang-hyok | Defensa       | 22           | 0            | Kyonggongop       |
| 22 | Kim Kyong-il  | Mediocampista | 21           | 3            | Rimyongsu         |
| 23 | Pak Sung-hyok | Mediocampista | 20           | 3            | Sobaeksu          |
| DT | Kim Jong-hun  | Kim Jong-hun  | Kim Jong-hun | Kim Jong-hun | Kim Jong-hun      |

## Participación
- Los horarios son correspondientes a la hora local sudafricana (UTC+2).

### Partidos
| Fecha       | Lugar           | Instancia      |                 |                            | Resultado |                            |                 |
| ----------- | --------------- | -------------- | --------------- | -------------------------- | --------- | -------------------------- | --------------- |
| 15 de junio | Johannesburgo   | Fase de grupos | Brasil          | Bandera de Brasil          | 2:1 (0:0) | Bandera de Corea del Norte | Corea del Norte |
| 21 de junio | Ciudad del Cabo | Fase de grupos | Portugal        | Bandera de Portugal        | 7:0 (1:0) | Bandera de Corea del Norte | Corea del Norte |
| 25 de junio | Nelspruit       | Fase de grupos | Corea del Norte | Bandera de Corea del Norte | 0:3 (0:2) | Bandera de Costa de Marfil | Costa de Marfil |

### Fase de grupos - Grupo G
| Selección       | Pts | PJ | PG | PE | PP | GF | GC | Dif |
| --------------- | --- | -- | -- | -- | -- | -- | -- | --- |
| Brasil          | 7   | 3  | 2  | 1  | 0  | 5  | 2  | 3   |
| Portugal        | 5   | 3  | 1  | 2  | 0  | 7  | 0  | 7   |
| Costa de Marfil | 4   | 3  | 1  | 1  | 1  | 4  | 3  | 1   |
| Corea del Norte | 0   | 3  | 0  | 0  | 3  | 1  | 12 | −11 |

|  | Clasificados a los octavos de final. |

Corea del Norte llegó al Mundial siendo entre todos los participantes, el equipo peor clasificado en la Clasificación mundial de la FIFA, ocupando el 106.er lugar en la misma, y el sorteo de grupos ubicó a la selección norcoreana en el grupo G, lo que supuso que tuviera que enfrentarse a Brasil (1.er lugar), Portugal (3.ª posición) y Costa de Marfil (27.er puesto). Los pormenores de la concentración de Corea del Norte en el torneo no se dieron a conocer al público ni a los medios de comunicación; entre las pocas declaraciones previas al torneo, el seleccionador Kim Jong-hun afirmó que el equipo que participó en la Copa Mundial de Fútbol de 1966 era una inspiración, y que varios de sus integrantes estuvieron motivándolos en el campo de entrenamiento. El conjunto norcoreano cumplió con su llegada a Sudáfrica el 1 de junio su segunda participación mundialista. La relación con los medios fue discreta, por lo que previo a las conferencias de prensa con el seleccionador Kim Jong-hun, el portavoz de la FIFA presente hacía el siguiente anuncio: 

«Sólo se pueden hacer preguntas relacionadas a los jugadores, no se admiten temas políticos ni de ningún otro tipo que no sea deportivo».
Delegado de la FIFA

#### Brasil vs. Corea del Norte
En su primer partido, Corea del Norte hizo gala de su juego defensivo y logró mantener el empate a cero en el marcador durante el primer tiempo contra Brasil. Sin embargo, Brasil anotó en el segundo tiempo y Corea del Norte respondió con un gol marcado por Ji Yun-nam (primer y único gol del equipo en el torneo). Con el resultado final desfavorable de 2:1 y el empate sin goles de Portugal y Costa de Marfil, los norcoreanos eran últimos del grupo al término de la primera jornada.
Una vez finalizado el partido contra Brasil, el mediocampista Kaká se negó a intercambiar su camiseta con el delantero Jong Tae-se, lo cual generó críticas por parte de los aficionados de Corea del Norte. Por otra parte, trascendió la ausencia del portero suplente Kim Myong-won y los jugadores de campo An Chol-hyok, Kim Kyong-il y Pak Sung-hyok. Aunque se creía que habían desertado, se confirmó que no estuvieron entre los suplentes en el partido contra Brasil por decisión técnica. Así lo explicó el director de medios de la FIFA Nicolas Maingot, citando a la jefatura de prensa norcoreana.
| 15 de junio, 20:30 | Brasil                 | 2:1 (0:0) | Corea del Norte | Estadio Ellis Park, Johannesburgo                         |                                                           |
|                    | Maicon 55' · Elano 72' | Reporte   | Ji Yun-nam 89'  | Asistencia: 54 331 espectadores Árbitro(s): Viktor Kassai | Asistencia: 54 331 espectadores Árbitro(s): Viktor Kassai |

| 1          | Guardameta     | Júlio César     |     |
| 2          | Defensa        | Maicon          |     |
| 3          | Defensa        | Lúcio           |     |
| 4          | Defensa        | Juan            |     |
| 6          | Defensa        | Michel Bastos   |     |
| 5          | Centrocampista | Felipe Melo     | 84' |
| 7          | Centrocampista | Elano           | 73' |
| 8          | Centrocampista | Adriano Correia |     |
| 10         | Centrocampista | Kaká            | 78' |
| 9          | Delantero      | Luís Fabiano    |     |
| 11         | Delantero      | Robinho         |     |
| Entrenador | Entrenador     | Dunga           |     |

| 1          | Guardameta     | Ri Myong-guk  |     |
| 2          | Defensa        | Cha Jong-hyok |     |
| 3          | Defensa        | Ri Jun-il     |     |
| 5          | Defensa        | Ri Kwang-chon |     |
| 8          | Defensa        | Ji Yun-nam    |     |
| 13         | Defensa        | Pak Chol-jin  |     |
| 4          | Centrocampista | Pak Nam-chol  |     |
| 11         | Centrocampista | Mun In-guk    | 80' |
| 17         | Centrocampista | Ahn Young-hak |     |
| 9          | Delantero      | Jong Tae-se   |     |
| 10         | Delantero      | Hong Yong-jo  |     |
| Entrenador | Entrenador     | Kim Jong-hun  |     |

| 13 | Defensa        | Dani Alves | 73' |
| 21 | Delantero      | Nilmar     | 78' |
| 18 | Centrocampista | Ramires    | 84' |

| 6 | Delantero | Kim Kum-il | 80' |

| Anotado | 55' | Maicon | 1:0 |
| Anotado | 72' | Elano  | 2:0 |

| Anotado | 89' | Ji Yun-nam | 2:1 |

| Amonestado | 88' | Ramires |

| Árbitro             | Viktor Kassai          |
| Árbitros asistentes | Gábor Erős             |
| Árbitros asistentes | Tibor Vámos            |
| Cuarto árbitro      | Subkhiddin Mohd Salleh |
| Quinto árbitro      | Mu Yuxin               |

| 1          | Guardameta     | Júlio César     |     |
| 2          | Defensa        | Maicon          |     |
| 3          | Defensa        | Lúcio           |     |
| 4          | Defensa        | Juan            |     |
| 6          | Defensa        | Michel Bastos   |     |
| 5          | Centrocampista | Felipe Melo     | 84' |
| 7          | Centrocampista | Elano           | 73' |
| 8          | Centrocampista | Adriano Correia |     |
| 10         | Centrocampista | Kaká            | 78' |
| 9          | Delantero      | Luís Fabiano    |     |
| 11         | Delantero      | Robinho         |     |
| Entrenador | Entrenador     | Dunga           |     |

| 1          | Guardameta     | Ri Myong-guk  |     |
| 2          | Defensa        | Cha Jong-hyok |     |
| 3          | Defensa        | Ri Jun-il     |     |
| 5          | Defensa        | Ri Kwang-chon |     |
| 8          | Defensa        | Ji Yun-nam    |     |
| 13         | Defensa        | Pak Chol-jin  |     |
| 4          | Centrocampista | Pak Nam-chol  |     |
| 11         | Centrocampista | Mun In-guk    | 80' |
| 17         | Centrocampista | Ahn Young-hak |     |
| 9          | Delantero      | Jong Tae-se   |     |
| 10         | Delantero      | Hong Yong-jo  |     |
| Entrenador | Entrenador     | Kim Jong-hun  |     |

| 13 | Defensa        | Dani Alves | 73' |
| 21 | Delantero      | Nilmar     | 78' |
| 18 | Centrocampista | Ramires    | 84' |

| 6 | Delantero | Kim Kum-il | 80' |

| Anotado | 55' | Maicon | 1:0 |
| Anotado | 72' | Elano  | 2:0 |

| Anotado | 89' | Ji Yun-nam | 2:1 |

| Amonestado | 88' | Ramires |

| Árbitro             | Viktor Kassai          |
| Árbitros asistentes | Gábor Erős             |
| Árbitros asistentes | Tibor Vámos            |
| Cuarto árbitro      | Subkhiddin Mohd Salleh |
| Quinto árbitro      | Mu Yuxin               |

| Estadísticas      | Bandera de Brasil | Bandera de Corea del Norte |
| Tiros             | 26                | 11                         |
| Tiros a puerta    | 10                | 3                          |
| Faltas            | 9                 | 10                         |
| Saques de esquina | 7                 | 3                          |
| Penaltis          | 0                 | 0                          |
| Fueras de juego   | 3                 | 1                          |
| Posesión de balón | 63%               | 37%                        |

#### Portugal vs. Corea del Norte
Para el segundo partido, nuevamente los norcoreanos basaron su juego en la defensa, llegando al descanso con un resultado de 1:0 en contra frente a Portugal. Sin embargo, en el segundo tiempo llegaron seis goles más de los portugueses, entre ellos uno de Cristiano Ronaldo y dos del delantero Tiago Mendes, para cerrar el marcador final de 7:0, que es la peor goleada recibida por Corea del Norte en su historia y la más abultada del torneo.
| 21 de junio, 13:30 | Portugal                                                                            | 7:0 (1:0) | Corea del Norte | Estadio Green Point, Ciudad del Cabo                   |                                                        |
|                    | Meireles 29' · Simão 53' · Almeida 56' · Tiago 60', 89' · Liédson 81' · Ronaldo 87' | Reporte   |                 | Asistencia: 63 644 espectadores Árbitro(s): Pablo Pozo | Asistencia: 63 644 espectadores Árbitro(s): Pablo Pozo |

| 1          | Guardameta     | Eduardo           |     |
| 2          | Defensa        | Bruno Alves       |     |
| 6          | Defensa        | Ricardo Carvalho  |     |
| 13         | Defensa        | Miguel            |     |
| 23         | Defensa        | Fábio Coentrão    |     |
| 8          | Centrocampista | Pedro Mendes      |     |
| 16         | Centrocampista | Raul Meireles     | 70' |
| 19         | Centrocampista | Tiago             |     |
| 7          | Delantero      | Cristiano Ronaldo |     |
| 11         | Delantero      | Simão             | 74' |
| 18         | Delantero      | Hugo Almeida      | 77' |
| Entrenador | Entrenador     | Carlos Queiroz    |     |

| 1          | Guardameta     | Ri Myong-guk  |     |
| 2          | Defensa        | Cha Jong-hyok | 75' |
| 3          | Defensa        | Ri Jun-il     |     |
| 5          | Defensa        | Ri Kwang-chon |     |
| 8          | Defensa        | Ji Yun-nam    |     |
| 13         | Defensa        | Pak Chol-jin  |     |
| 4          | Centrocampista | Pak Nam-chol  | 58' |
| 11         | Centrocampista | Mun In-guk    | 58' |
| 17         | Centrocampista | Ahn Young-hak |     |
| 9          | Delantero      | Jong Tae-se   |     |
| 10         | Delantero      | Hong Yong-jo  |     |
| Entrenador | Entrenador     | Kim Jong-hun  |     |

| 14 | Centrocampista | Miguel Veloso | 70' |
| 5  | Defensa        | Duda          | 74' |
| 9  | Delantero      | Liédson       | 77' |

| 6  | Delantero      | Kim Kum-il    | 58' |
| 15 | Centrocampista | Kim Yong-jun  | 58' |
| 16 | Defensa        | Nam Song-chol | 75' |

| Anotado | 29' | Raul Meireles     | 1:0 |
| Anotado | 53' | Simão             | 2:0 |
| Anotado | 56' | Hugo Almeida      | 3:0 |
| Anotado | 60' | Tiago             | 4:0 |
| Anotado | 81' | Liédson           | 5:0 |
| Anotado | 87' | Cristiano Ronaldo | 6:0 |
| Anotado | 89' | Tiago             | 7:0 |

| Amonestado | 38' | Pedro Mendes |
| Amonestado | 70' | Hugo Almeida |

| Amonestado | 32' | Pak Chol-jin |
| Amonestado | 47' | Hong Yong-jo |

| Árbitro             | Pablo Pozo        |
| Árbitros asistentes | Patricio Basualto |
| Árbitros asistentes | Francisco Mondria |
| Cuarto árbitro      | Jerome Damon      |
| Quinto árbitro      | Enock Molefe      |

| 1          | Guardameta     | Eduardo           |     |
| 2          | Defensa        | Bruno Alves       |     |
| 6          | Defensa        | Ricardo Carvalho  |     |
| 13         | Defensa        | Miguel            |     |
| 23         | Defensa        | Fábio Coentrão    |     |
| 8          | Centrocampista | Pedro Mendes      |     |
| 16         | Centrocampista | Raul Meireles     | 70' |
| 19         | Centrocampista | Tiago             |     |
| 7          | Delantero      | Cristiano Ronaldo |     |
| 11         | Delantero      | Simão             | 74' |
| 18         | Delantero      | Hugo Almeida      | 77' |
| Entrenador | Entrenador     | Carlos Queiroz    |     |

| 1          | Guardameta     | Ri Myong-guk  |     |
| 2          | Defensa        | Cha Jong-hyok | 75' |
| 3          | Defensa        | Ri Jun-il     |     |
| 5          | Defensa        | Ri Kwang-chon |     |
| 8          | Defensa        | Ji Yun-nam    |     |
| 13         | Defensa        | Pak Chol-jin  |     |
| 4          | Centrocampista | Pak Nam-chol  | 58' |
| 11         | Centrocampista | Mun In-guk    | 58' |
| 17         | Centrocampista | Ahn Young-hak |     |
| 9          | Delantero      | Jong Tae-se   |     |
| 10         | Delantero      | Hong Yong-jo  |     |
| Entrenador | Entrenador     | Kim Jong-hun  |     |

| 14 | Centrocampista | Miguel Veloso | 70' |
| 5  | Defensa        | Duda          | 74' |
| 9  | Delantero      | Liédson       | 77' |

| 6  | Delantero      | Kim Kum-il    | 58' |
| 15 | Centrocampista | Kim Yong-jun  | 58' |
| 16 | Defensa        | Nam Song-chol | 75' |

| Anotado | 29' | Raul Meireles     | 1:0 |
| Anotado | 53' | Simão             | 2:0 |
| Anotado | 56' | Hugo Almeida      | 3:0 |
| Anotado | 60' | Tiago             | 4:0 |
| Anotado | 81' | Liédson           | 5:0 |
| Anotado | 87' | Cristiano Ronaldo | 6:0 |
| Anotado | 89' | Tiago             | 7:0 |

| Amonestado | 38' | Pedro Mendes |
| Amonestado | 70' | Hugo Almeida |

| Amonestado | 32' | Pak Chol-jin |
| Amonestado | 47' | Hong Yong-jo |

| Árbitro             | Pablo Pozo        |
| Árbitros asistentes | Patricio Basualto |
| Árbitros asistentes | Francisco Mondria |
| Cuarto árbitro      | Jerome Damon      |
| Quinto árbitro      | Enock Molefe      |

| Estadísticas      | Bandera de Portugal | Bandera de Corea del Norte |
| Tiros             | 26                  | 15                         |
| Tiros a puerta    | 13                  | 4                          |
| Faltas            | 18                  | 3                          |
| Saques de esquina | 5                   | 1                          |
| Penaltis          | 0                   | 0                          |
| Fueras de juego   | 2                   | 3                          |
| Posesión de balón | 55%                 | 45%                        |

#### Corea del Norte vs. Costa de Marfil
Ya eliminados, los norcoreanos afrontaron su último partido en el Grupo G frente a Costa de Marfil. Después de los tantos de Yaya Touré y Romaric en la primera parte, el equipo africano tomaba ventaja en el marcador, que finalmente acabaría 3:0. Así finalizaba la segunda participación mundialista de Corea del Norte, ocupando el último lugar de su grupo y de la tabla general del torneo.
| 25 de junio, 16:00 | Corea del Norte | 0:3 (0:2) | Costa de Marfil                        | Estadio Mbombela, Nelspruit                                 |                                                             |
|                    |                 | Reporte   | Y. Touré 14' · Romaric 20' · Kalou 82' | Asistencia: 34 763 espectadores Árbitro(s): Alberto Undiano | Asistencia: 34 763 espectadores Árbitro(s): Alberto Undiano |

| 1          | Guardameta     | Ri Myong-guk  |     |
| 2          | Defensa        | Cha Jong-hyok |     |
| 3          | Defensa        | Ri Jun-il     |     |
| 5          | Defensa        | Ri Kwang-chon |     |
| 8          | Defensa        | Ji Yun-nam    |     |
| 13         | Defensa        | Pak Chol-jin  |     |
| 4          | Centrocampista | Pak Nam-chol  |     |
| 11         | Centrocampista | Mun In-guk    | 67' |
| 17         | Centrocampista | Ahn Young-hak |     |
| 9          | Delantero      | Jong Tae-se   |     |
| 10         | Delantero      | Hong Yong-jo  |     |
| Entrenador | Entrenador     | Kim Jong-hun  |     |

| 1          | Guardameta     | Boubacar Barry      |     |
| 3          | Defensa        | Arthur Boka         |     |
| 4          | Defensa        | Kolo Touré          |     |
| 21         | Defensa        | Emmanuel Eboué      |     |
| 5          | Centrocampista | Didier Zokora       |     |
| 9          | Centrocampista | Cheick Tioté        |     |
| 13         | Centrocampista | Romaric             | 79' |
| 19         | Centrocampista | Yaya Touré          |     |
| 10         | Delantero      | Gervinho            | 64' |
| 11         | Delantero      | Didier Drogba       |     |
| 18         | Delantero      | Abdul Kader Keïta   | 64' |
| Entrenador | Entrenador     | Sven-Göran Eriksson |     |

| 12 | Delantero | Choe Kum-chol | 67' |

| 8  | Delantero | Salomon Kalou  | 64' |
| 15 | Delantero | Aruna Dindane  | 64' |
| 7  | Delantero | Seydou Doumbia | 79' |

| Anotado | 14' | Yaya Touré    | 0:1 |
| Anotado | 20' | Romaric       | 0:2 |
| Anotado | 82' | Salomon Kalou | 0:3 |

| Árbitro             | Alberto Undiano           |
| Árbitros asistentes | Fermín Martínez           |
| Árbitros asistentes | Juan Carlos Yuste Jiménez |
| Cuarto árbitro      | Massimo Busacca           |
| Quinto árbitro      | Matthias Arnet            |

| 1          | Guardameta     | Ri Myong-guk  |     |
| 2          | Defensa        | Cha Jong-hyok |     |
| 3          | Defensa        | Ri Jun-il     |     |
| 5          | Defensa        | Ri Kwang-chon |     |
| 8          | Defensa        | Ji Yun-nam    |     |
| 13         | Defensa        | Pak Chol-jin  |     |
| 4          | Centrocampista | Pak Nam-chol  |     |
| 11         | Centrocampista | Mun In-guk    | 67' |
| 17         | Centrocampista | Ahn Young-hak |     |
| 9          | Delantero      | Jong Tae-se   |     |
| 10         | Delantero      | Hong Yong-jo  |     |
| Entrenador | Entrenador     | Kim Jong-hun  |     |

| 1          | Guardameta     | Boubacar Barry      |     |
| 3          | Defensa        | Arthur Boka         |     |
| 4          | Defensa        | Kolo Touré          |     |
| 21         | Defensa        | Emmanuel Eboué      |     |
| 5          | Centrocampista | Didier Zokora       |     |
| 9          | Centrocampista | Cheick Tioté        |     |
| 13         | Centrocampista | Romaric             | 79' |
| 19         | Centrocampista | Yaya Touré          |     |
| 10         | Delantero      | Gervinho            | 64' |
| 11         | Delantero      | Didier Drogba       |     |
| 18         | Delantero      | Abdul Kader Keïta   | 64' |
| Entrenador | Entrenador     | Sven-Göran Eriksson |     |

| 12 | Delantero | Choe Kum-chol | 67' |

| 8  | Delantero | Salomon Kalou  | 64' |
| 15 | Delantero | Aruna Dindane  | 64' |
| 7  | Delantero | Seydou Doumbia | 79' |

| Anotado | 14' | Yaya Touré    | 0:1 |
| Anotado | 20' | Romaric       | 0:2 |
| Anotado | 82' | Salomon Kalou | 0:3 |

| Árbitro             | Alberto Undiano           |
| Árbitros asistentes | Fermín Martínez           |
| Árbitros asistentes | Juan Carlos Yuste Jiménez |
| Cuarto árbitro      | Massimo Busacca           |
| Quinto árbitro      | Matthias Arnet            |

| Estadísticas      | Bandera de Corea del Norte | Bandera de Costa de Marfil |
| Tiros             | 8                          | 28                         |
| Tiros a puerta    | 4                          | 15                         |
| Faltas            | 13                         | 16                         |
| Saques de esquina | 0                          | 7                          |
| Penaltis          | 0                          | 0                          |
| Fueras de juego   | 2                          | 4                          |
| Posesión de balón | 40%                        | 60%                        |

## Estadísticas

### Posición final
Simbología:

Pts: puntos acumulados.

PJ: partidos jugados.

PG: partidos ganados.

PE: partidos empatados.

PP: partidos perdidos.

GF: goles a favor.

GC: goles en contra.

Dif: diferencia de goles.

Rend: rendimiento.
| Equipo | Equipo          | Pts | PJ | PG | PE | PP | GF | GC | Dif | Rend  |
| ------ | --------------- | --- | -- | -- | -- | -- | -- | -- | --- | ----- |
| 1      | España          | 18  | 7  | 6  | 0  | 1  | 8  | 2  | +6  | 85,7% |
| 2      | Países Bajos    | 18  | 7  | 6  | 0  | 1  | 12 | 6  | +6  | 85,7% |
| 3      | Alemania        | 15  | 7  | 5  | 0  | 2  | 16 | 5  | +11 | 71,4% |
| 4      | Uruguay         | 11  | 7  | 3  | 2  | 2  | 11 | 8  | +3  | 52,4% |
| 5      | Argentina       | 12  | 5  | 4  | 0  | 1  | 10 | 6  | +4  | 80,0% |
| 6      | Brasil          | 10  | 5  | 3  | 1  | 1  | 9  | 4  | +5  | 66,7% |
| 7      | Ghana           | 8   | 5  | 2  | 2  | 1  | 5  | 4  | +1  | 53,3% |
| 8      | Paraguay        | 6   | 5  | 1  | 3  | 1  | 3  | 2  | +1  | 40,0% |
| 9      | Japón           | 7   | 4  | 2  | 1  | 1  | 4  | 2  | +2  | 58,3% |
| 10     | Chile           | 6   | 4  | 2  | 0  | 2  | 3  | 5  | –2  | 50,0% |
| 11     | Portugal        | 5   | 4  | 1  | 2  | 1  | 7  | 1  | +6  | 41,7% |
| 12     | Estados Unidos  | 5   | 4  | 1  | 2  | 1  | 5  | 5  | 0   | 41,7% |
| 13     | Inglaterra      | 5   | 4  | 1  | 2  | 1  | 3  | 5  | –2  | 41,7% |
| 14     | México          | 4   | 4  | 1  | 1  | 2  | 4  | 5  | –1  | 33,3% |
| 15     | Corea del Sur   | 4   | 4  | 1  | 1  | 2  | 6  | 8  | –2  | 33,3% |
| 16     | Eslovaquia      | 4   | 4  | 1  | 1  | 2  | 5  | 7  | –2  | 33,3% |
| 17     | Costa de Marfil | 4   | 3  | 1  | 1  | 1  | 4  | 3  | +1  | 44,4% |
| 18     | Eslovenia       | 4   | 3  | 1  | 1  | 1  | 3  | 3  | 0   | 44,4% |
| 19     | Suiza           | 4   | 3  | 1  | 1  | 1  | 1  | 1  | 0   | 44,4% |
| 20     | Sudáfrica       | 4   | 3  | 1  | 1  | 1  | 3  | 5  | –2  | 44,4% |
| 21     | Australia       | 4   | 3  | 1  | 1  | 1  | 3  | 6  | –3  | 44,4% |
| 22     | Nueva Zelanda   | 3   | 3  | 0  | 3  | 0  | 2  | 2  | 0   | 33,3% |
| 23     | Serbia          | 3   | 3  | 1  | 0  | 2  | 2  | 3  | –1  | 33,3% |
| 24     | Dinamarca       | 3   | 3  | 1  | 0  | 2  | 3  | 6  | –3  | 33,3% |
| 25     | Grecia          | 3   | 3  | 1  | 0  | 2  | 2  | 5  | –3  | 33,3% |
| 26     | Italia          | 2   | 3  | 0  | 2  | 1  | 4  | 5  | –1  | 22,2% |
| 27     | Nigeria         | 1   | 3  | 0  | 1  | 2  | 3  | 5  | –2  | 11,1% |
| 28     | Argelia         | 1   | 3  | 0  | 1  | 2  | 0  | 2  | –2  | 11,1% |
| 29     | Francia         | 1   | 3  | 0  | 1  | 2  | 1  | 4  | –3  | 11,1% |
| 30     | Honduras        | 1   | 3  | 0  | 1  | 2  | 0  | 3  | –3  | 11,1% |
| 31     | Camerún         | 0   | 3  | 0  | 0  | 3  | 2  | 5  | –3  | 0,0%  |
| 32     | Corea del Norte | 0   | 3  | 0  | 0  | 3  | 1  | 12 | –11 | 0,0%  |

### Participación de jugadores
Simbología:

PJ: partidos jugados.

Min.: minutos jugados.

Dis.: distancia recorrida en metros.

: goles marcados.

As.: asistencias a gol.

T.: tiros.

At.: atajadas.

Faltas: faltas cometidas - faltas recibidas.

 : amonestaciones.

: segunda amonestación y expulsión.

: expulsiones directas.

| #  | Nombre        | Posición      | PJ | Min. | Dis.   | Anotado | As. | T.  | Faltas | Amonestado | Otorgado · Otorgado otra vez · Expulsado |   |
| -- | ------------- | ------------- | -- | ---- | ------ | ------- | --- | --- | ------ | ---------- | ---------------------------------------- | - |
| 2  | Cha Jong-hyok | Defensa       | 3  | 255  | 28.770 | 0       | 0   | 3   | 1-5    | 0          | 0                                        | 0 |
| 3  | Ri Jun-il     | Defensa       | 3  | 270  | 27.320 | 0       | 0   | 1   | 1-4    | 0          | 0                                        | 0 |
| 4  | Pak Nam-chol  | Mediocampista | 3  | 238  | 28.970 | 0       | 0   | 1   | 6-4    | 0          | 0                                        | 0 |
| 5  | Ri Kwang-chon | Defensa       | 3  | 270  | 28.710 | 0       | 0   | 1   | 2-4    | 0          | 0                                        | 0 |
| 6  | Kim Kum-il    | Mediocampista | 2  | 42   | 5.630  | 0       | 0   | 1   | 0-0    | 0          | 0                                        | 0 |
| 7  | An Chol-hyok  | Delantero     | 0  | 0    | 0      | 0       | 0   | 0   | 0-0    | 0          | 0                                        | 0 |
| 8  | Ji Yun-nam    | Defensa       | 3  | 270  | 29.720 | 1       | 0   | 3   | 1-1    | 0          | 0                                        | 0 |
| 9  | Jong Tae-se   | Delantero     | 3  | 270  | 28.150 | 0       | 1   | 14  | 5-5    | 0          | 0                                        | 0 |
| 10 | Hong Yong-jo  | Delantero     | 3  | 270  | 30.250 | 0       | 0   | 5   | 5-4    | 1          | 0                                        | 0 |
| 11 | Mun In-guk    | Mediocampista | 3  | 205  | 25.340 | 0       | 0   | 2   | 0-1    | 0          | 0                                        | 0 |
| 12 | Choe Kum-chol | Delantero     | 1  | 23   | 2.760  | 0       | 0   | 1   | 0-1    | 0          | 0                                        | 0 |
| 13 | Pak Chol-jin  | Defensa       | 3  | 270  | 27.120 | 0       | 0   | 0   | 3-1    | 1          | 0                                        | 0 |
| 14 | Pak Nam-chol  | Defensa       | 0  | 0    | 0      | 0       | 0   | 0   | 0-0    | 0          | 0                                        | 0 |
| 15 | Kim Yong-jun  | Mediocampista | 1  | 32   | 4.200  | 0       | 0   | 1   | 0-2    | 0          | 0                                        | 0 |
| 16 | Nam Song-chol | Defensa       | 1  | 15   | 1.980  | 0       | 0   | 0   | 0-0    | 0          | 0                                        | 0 |
| 17 | Ahn Young-hak | Mediocampista | 3  | 270  | 36.220 | 0       | 0   | 1   | 2-8    | 0          | 0                                        | 0 |
| 19 | Ri Chol-myong | Mediocampista | 0  | 0    | 0      | 0       | 0   | 0   | 0-0    | 0          | 0                                        | 0 |
| 21 | Ri Kwang-hyok | Defensa       | 0  | 0    | 0      | 0       | 0   | 0   | 0-0    | 0          | 0                                        | 0 |
| 22 | Kim Kyong-il  | Mediocampista | 0  | 0    | 0      | 0       | 0   | 0   | 0-0    | 0          | 0                                        | 0 |
| 23 | Pak Sung-hyok | Mediocampista | 0  | 0    | 0      | 0       | 0   | 0   | 0-0    | 0          | 0                                        | 0 |
| #  | Nombre        | Posición      | PJ | Min. | Dis.   | Anotado | As. | At. | Faltas | Amonestado | Otorgado · Otorgado otra vez · Expulsado |   |
| 1  | Ri Myong-guk  | Portero       | 3  | 270  | 9.500  | 0       | 0   | 21  | 0-1    | 0          | 0                                        | 0 |
| 18 | Kim Myong-gil | Portero       | 0  | 0    | 0      | 0       | 0   | 0   | 0-0    | 0          | 0                                        | 0 |
| 20 | Kim Myong-won | Portero       | 0  | 0    | 0      | 0       | 0   | 0   | 0-0    | 0          | 0                                        | 0 |

### Goles y asistencias
Tabla confeccionada a partir de los criterios utilizados para elegir la Bota de oro.
Simbología:

: goles anotados.

A: número de asistencias para gol.

Min: minutos jugados.

PJ: partidos jugados.

GP: goles de penal.

| Posición | Jugador     | Anotado | A. | Min. | PJ | GP |
| 73°      | Ji Yun-nam  | 1       | 0  | 270  | 3  | 0  |
| -------- | ----------- | ------- | -- | ---- | -- | -- |
| —        | Jong Tae-se | 0       | 1  | 270  | 3  | 0  |

## Repercusiones en el país
- La clasificación norcoreana al Mundial provocó que se refundara la Liga de fútbol de Corea del Norte.[21]

- En Corea del Norte, los derechos de televisión los tenía en exclusiva la Televisión Pública de Corea del Sur, sin autorización legal para emitir en el país. Por ese motivo, los primeros partidos del Mundial (incluyendo el partido inaugural entre Sudáfrica y México retransmitido al día siguiente en diferido)[63] fueron retransmitidos por la Televisión Norcoreana pirateando la señal de sus vecinos del sur hasta que la FIFA y la Televisión Surcoreana vendieron los derechos formalmente a la Televisión Norcoreana.

- El partido contra Portugal se pudo ver en directo en Corea del Norte, siendo el primer partido de la Copa Mundial de Fútbol emitido en directo para ese país. Portugal ganaba 4 a 0 y el trámite pintaba para catástrofe. Finalmente, el equipo europeo no tuvo piedad del débil rival asiático y le convirtió tres goles más: el partido terminó 7 a 0. Pero, misteriosamente, la transmisión del partido se cortó en todo Corea del Norte cuando iban 15 minutos del segundo tiempo. Rápidamente se difundió la información de que el seleccionado coreano había aguantado el resultado y que el partido había terminado solo 4 a 0.[64]

- Después de haber quedado en el último lugar del torneo, los medios de comunicación esparcieron un rumor que consistía en que los seleccionados fueron puestos durante seis horas en posición de firmes delante del Palacio de la Cultura Popular de Pionyang sufriendo el escarnio de alrededor 400 funcionarios del régimen, quienes criticaron duramente el desempeño de cada jugador, salvo a Ahn Young-hak y Jong Tae-se, ambos nacidos en Japón, y que habían sido eximidos;[7] mientras que el entrenador fue castigado con trabajos forzados,[65] y reconvertido a obrero de construcción tras ser acusado de traición a Kim Jong-un, hijo y sucesor natural de Kim Jong-il.[66] Sin embargo, el delantero Jong Tae-se desmintió lo sucedido asegurando que eso nunca sucedió, la FIFA decidió intervenir para verificar lo sucedido,[67] en donde el organismo dio cuenta de que no existieron torturas ni castigos hacia los futbolistas y su entrenador.[68][69][70] Años después volvió aparecer este rumor, pero el delantero de la selección Pak Kwang-ryong en una conferencia de prensa junto al exentrenador de la selección norcoreana, Jørn Andersen, aseguraron que el gobierno no realiza castigos a sus futbolista después de una derrota.[71][72]
- Se acusó[¿quién?] a Corea del Norte de contratar a actores chinos para ser «hinchas» de tal selección, ya que el gobierno no dejó que su población pueda ir a Sudáfrica.[cita requerida]